# トヨタ・トヨエース

トヨエース（Toyoace）は、トヨタ自動車が2020年まで販売していた小型トラック。
1954年、トヨペット・ライトトラックSKB型として登場し、1956年にトヨエースの愛称が付いた。以来、60年以上にわたりトヨタの小型トラック主力車の一つとして販売された。
由来は「TOYOTA」と「Ace（第一人者、最も優れた者、切り札）」からの合成語。20万通の応募（公募）の中から決めた。

## 概要
太平洋戦争後、日本の小型トラック分野で主流であったオート三輪に対抗する廉価な四輪小型トラックとして開発され、小口物流トラック市場をオート三輪から四輪トラックへ転換させるきっかけとなった画期的なモデルである。当時の日本の自動車販売はトラック市場がほとんどであったため、これは日本の自動車業界にとって非常にセンセーショナルな出来事であった。
1985年（昭和60年）登場の5代目モデルからはダイナ（2 t積み1959年 - ）と双子車となる。トヨエースは長らく1 tクラスのみの構成だったが、これにより2 - 3 tクラスもバリエーションに加わるようになった。2 t積みにはダイナ同様、ハイエースなどに比べて車両総重量の大きなルートバンも設定され、装甲などの特殊装備で重量が増す現金輸送車などでも十分な積載慮を確保できるようになった。

この5代目では、他にも姉妹車として、ハイエーストラック（2001年まで）、ダイハツ・デルタ（2003年まで）、日野・レンジャー2/3（後にデュトロに改称）が加わった。
1999年（平成11年）以降は日野自動車との共同開発となり、2 t積以上の車種に関しては日野よりOEM供給を受ける形となり、2021年（令和3年）7月以降は1 t積クラスも日野へ移管され、ダイナ/トヨエースの全てが日野製となった。
1954年（昭和29年）9月に登場した初代となるSKB型は、2024年（令和6年）時点で現存する日本車のモデルシリーズの中では、同社のランドクルーザー（1951年〈昭和26年〉8月登場）の4代73年に次ぐ8代70年の歴史を持ち、これは同社の代表的乗用車であるクラウン（1955年〈昭和30年〉登場・14代69年）よりも長い。また、愛称の命名順でも、ランドクルーザー（1954年〈昭和29年〉6月）の70年やクラウンの69年に次ぐ、68年（1956年〈昭和31年〉7月命名）という長寿モデルである。
トヨエース以後、トヨタにおいて小型のキャブオーバートラック/ワンボックスバン及びその派生車種の多くはトヨエースに倣い、ハイエースなどのように「○○エース」と命名されている。

## 歴史
トヨタ自動車は、1947年に自社初の小型トラック「トヨペット・SB型」（1,000cc・1トン積み）を発売し、小型トラック市場に参入した。競合する先行メーカーの日産・ダットサンや高速機関工業・オオタが、戦後の小型トラック製造再開に際し、戦前型のエンジンを拡大して戦後型モデルに搭載したのに対し、戦後開発の1,000ccエンジンを搭載したトヨペット小型トラックは市場で好評を得、戦前以来の大型トラックと並ぶ、トヨタの主力製品となった。
しかし1940年代後半から1950年代にかけての日本の小型トラック市場の主力は、オート三輪トラックであった。それらは同程度の積載量（750キログラム-1.5トン）の四輪トラックよりも小回りが利き軽便で、しかも格段に廉価だったのである。
オート三輪は、戦前以来の「ビッグ3」である発動機製造（ダイハツ）、東洋工業（マツダ）、日本内燃機製造（くろがね）に加え、戦後の他業種参入組である中日本重工業（ブランドは「みずしま」。三菱系）、愛知機械工業（ヂャイアント）、三井精機（オリエント）など多数のメーカーが出現し、部分的には四輪トラックを上回る高度な技術をも取り入れながら、急激に市場を伸張させていった。
だが、1950年代初頭のオート三輪は、オートバイ同様に前方のエンジン上のサドルに運転者が跨り、前輪をバーハンドルで直接操縦する戦前以来の原始的構造で、やはりバイク並みの吹きさらしの構造から、前方風防や屋根幌を装備するレベルへとようやく発達し始めた状態であった。1952年発売の愛知機械工業・ヂャイアントAA7「コンドル」（1,200cc）が、日本の三輪トラックで初めてドア・鋼製ボディ・右側丸ハンドル完備のレベルに到達したものの、高価な上級モデルで普及せず、その他のオート三輪メーカーが片側丸ハンドルやクローズドボディを実現したのは、1950年代中期にまで遅れた。
四輪車メーカーであるトヨタ自動車工業では、たとえ廉価とはいえこのように快適性に欠け、高速安定性も良くない三輪トラックに、ユーザーは必ずしも満足はしていない、と見ていた。そこで、オート三輪よりも快適で、価格面でも対抗しうる廉価な四輪トラックを提供し、既存の小型四輪トラックに止まらず、オート三輪の巨大な市場をも攻略することを企図したのである。
折しもトヨタでは、従来の主力エンジンであった初代S型エンジン（水冷直列4気筒サイドバルブ995cc、1952年時点での出力27PS / 4,000rpm ）に代わって、より近代化され、排気量も拡大された強力なR型エンジン（水冷直列4気筒OHV1453cc　48PS / 4,000rpm ）が開発され、1953年以降の乗用車・小型トラック用エンジンをR型に置き換える措置が採られた。
この結果、既存モデルの性能強化は実現したが、S型エンジンの生産設備は遊休化した。そこで、1950年の朝鮮特需時期に多数購入されたオート三輪が、買い換えのタイミングを迎えると見込まれる1955年を照準にして、S型エンジンを搭載した廉価な小型トラックを発売し、オート三輪対抗モデルとする着想が生まれた。
こうして開発されたのが、初代トヨエースとなる「トヨペット・SKB型」であった。

### 初代

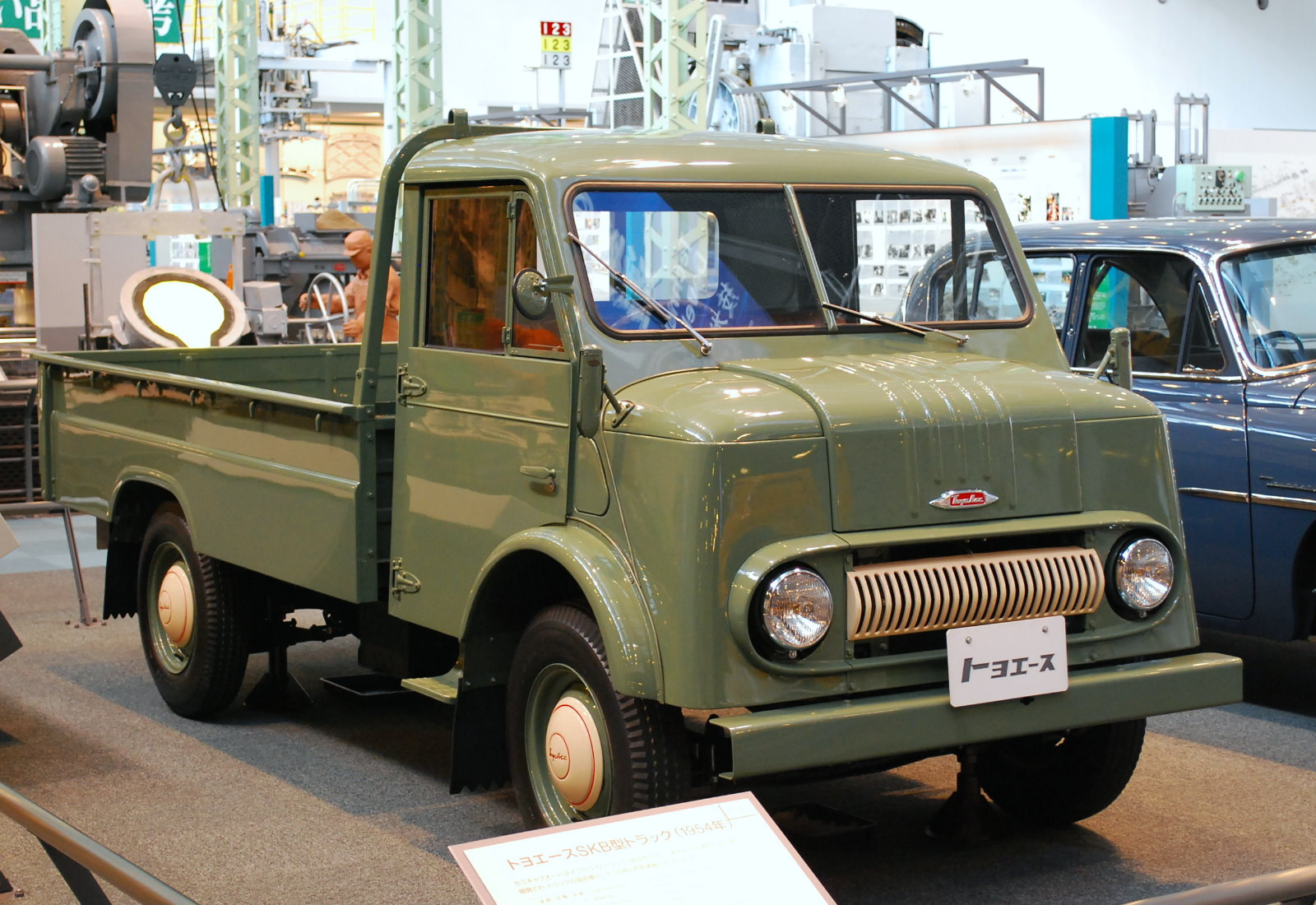
初代トヨペット・トヨエース。クロームメッキ部品は少なく、フロントグリルは金属板打ち抜きという簡素設計である

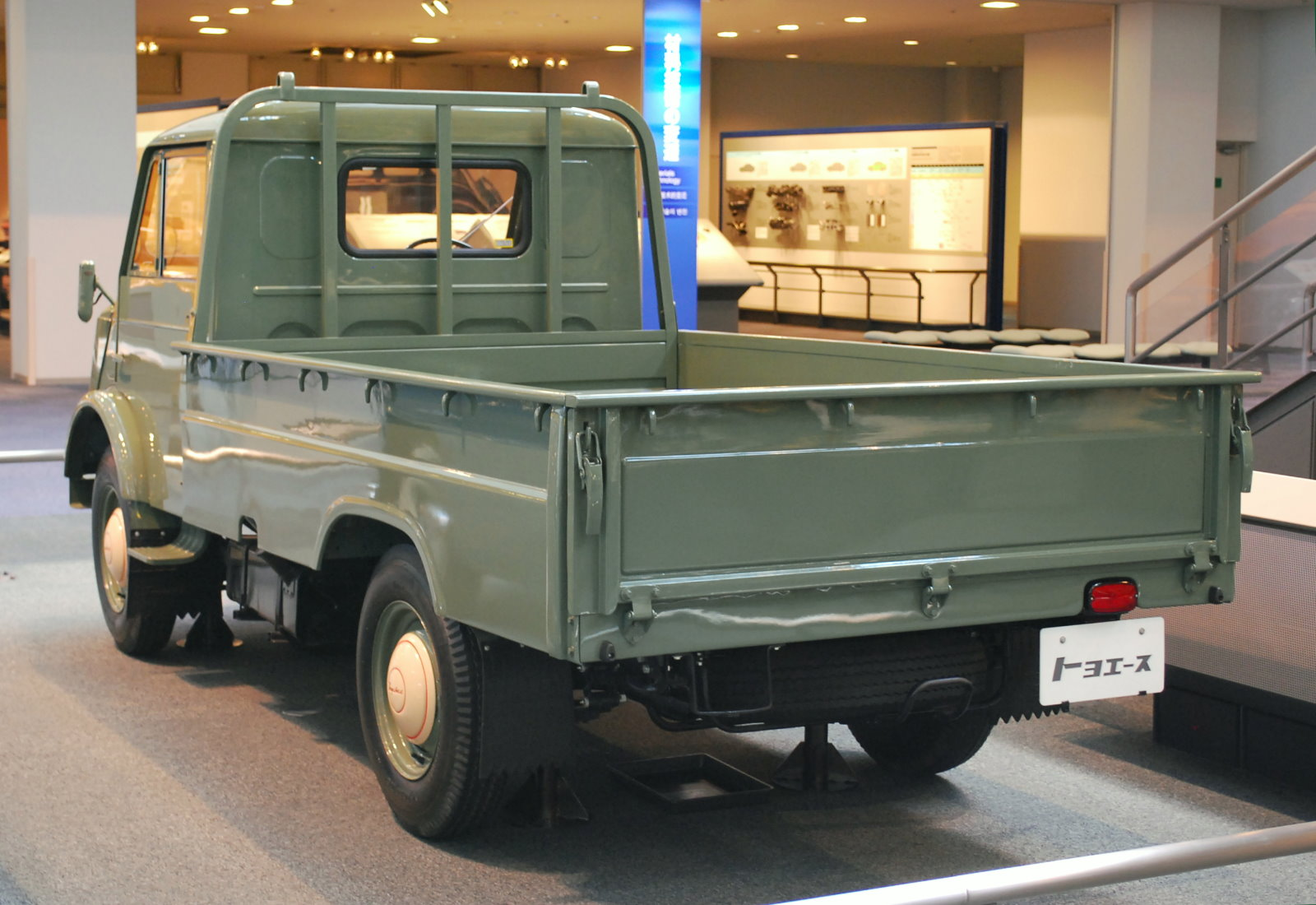
初代トヨペット・トヨエース（リア）。当時のリアランプは、尾灯、制動灯、番号灯兼用の1灯のみでよく、方向指示器も車体前方に取り付けられた一対の腕木式のみで済まされている

1954年（昭和29年）に1 t積みのトヨペット・ライトトラックSKB型として登場。
開発主査は立川飛行機（後の立飛企業）からトヨタに転じた長谷川龍雄であった。
基本構造はコストを抑えるため、既に実績のある小型ボンネットトラックのトヨペットSG型   から、前後縦置きリーフスプリングによる車軸懸架、低床はしご型フレームシャシや、物資の欠乏が著しかった戦後混乱期とは言え、登場時から旧弊の謗りを免れなかったサイドバルブの初代S型エンジンをそのまま流用しているが、エンジン出力は30 PS / 4,000 rpmに向上し、ノンシンクロメッシュの4速MTを介して後輪を駆動、登坂力29 %（16度）、最高速度70 km / hを確保し、燃費は13 km / Lを公称した。
最大の特徴は、従来のボンネット型ボディに代わり、エンジンルームを運転席足元に侵入させたセミキャブオーバー・レイアウトを採用し、在来シャシのままで荷台の延長を実現したことにある。車体の全長は当時の小型車規格（全長4.3 m）一杯の4,273 mmで、2,525 mm（8.3尺）の荷台長さを確保し、在来のボンネットモデル・SK型に比して約26 %の荷台面積拡大を実現している。セミキャブオーバー型となったことで、エンジンの整備や脱着に不便を来たすことが予想されたため、フレームにスライドレールを設け、エンジンを前方に引き出すユニークな構造を採用した。
キャブは極めて簡素な設計で、クロームメッキ部品を極力少なくし、窓は全面に渡り平面ガラスのみ、と生産性を重視した機能本位なスタイルが貫かれた。内装も最小限の簡易なもので、2座のシートはシトロエン・2CVばりのパイプ枠にゴムひもで吊られた布を張ったハンモックシート、遮熱は石綿吹きつけ加工のみと、いずれもローコストに機能を実現することに徹したものであった。質素ではあったが、基本構造は実績のある在来技術の踏襲であり、機能面は実用上充分な水準に達していた。デザインはトヨタ自工社内デザイナーの森本真佐男による。
キャブの幅員からすれば、座席をベンチシート型として、より利便性の高い3人乗りとすることも可能ではあったが、床中央部の足下にエンジンフードが侵入しており中央着座が難しかったため、2座で妥協された。1953年（昭和28年）当時、競合するオート三輪は、車体中央・エンジン上に配置されたサドル型シートの左側に、ほぼ吹きさらしの小さな補助席を設けただけの幌屋根・ドアなし2人乗り仕様が大半で、その補助席乗員の転落事故も珍しくなかった。それを考慮すれば、完全2座・ドアに昇降ガラスを入れた鋼製クローズドキャビンのSKB型は遙かに上等で、当時では敢えて3人乗りとするまでもなかった。
生産・供給方法も革新が図られた。従来のトヨペット小型トラックは、大型トラック同様にトヨタ自動車工業からキャブシャーシ状態で出荷され、トヨタ自動車販売の手配によって社外のボディメーカーがボディを架装する方式で供給されていたが、SKB型はこれを取りやめ、トヨタ自工系列のトヨタ車体がボディを生産、ライトバン型などの派生ボディもトヨタ自工系列下のボディメーカーが、トヨタ自工・トヨタ車体並みの品質管理基準で生産を担当することになった。これにより、完成車（コンプリートカー）の状態でトヨタ自販に車両を供給する「完成車販売方式」が本格化した。後年の量産型小型車では当たり前の販売方法となったが、当時としては品質管理とコストダウン、市場販売価格のコントロール等の面で画期的な取り組みであった。
SKB型トラックは1954（昭和29年）年9月に発売されたものの、当初の売れ行きはさほど良くなかった。スタンダードな後方1方開き仕様は定価62万5000円（東京地区店頭渡し）で、このクラスの四輪トラックとしては相当に廉価であった（SKB開発のベースになったボンネット型のSK型トラックは71万5000円）が、当時1 t積みオート三輪の価格は45万円程度で、価格で比較されると直接競争できなかったのである。加えて当時は朝鮮戦争休戦後の景気後退期でもあった。発売翌年の1955年（昭和30年）でも、SKBの月産台数は200台程度と低迷していた。
そこで同年、トヨタ自動車工業社長の石田退三と、トヨタ自動車販売社長の神谷正太郎との「工販トップ会談」でSKB型トラック拡販対策が協議された。二人の出した結論は「販売網を強化するとともに、SKB型を大幅値下げすることでオート三輪に対する価格競争力を付け、販売台数拡大で利益確保する」という『薄利多売作戦』の断行であった。
1956年（昭和31年）1月から定価を一気に7万2,000円引き下げ55万3,000円とし、並行してオート三輪ユーザーの多い農村や卸売市場へ実車を展示・巡回させるなどPR活動をも伴った、強力な拡販を開始した。荷台とキャブのバリエーションも拡大され、低床・高床・ダブルキャブの各種トラックや、バンモデル、特装車などが展開された。同年5月には更に値下げされて53万8,000円となり、6月の生産台数は1,052台に増加した。
同年7月、公募によりトヨエースの愛称が付く。
時を同じくして、オート三輪業界では運転台キャブのクローズドボディ化・ドア装備、更には丸ハンドル化・ベンチシート化が始まったが、それは必然的に価格上昇を招き、トヨエースと同じ価格帯の土俵にオート三輪を持ち上げてしまう結果となった。しかも1957年（昭和32年）時点のオート三輪は、1,000 cc超級でもまだ戦前の大型オートバイの影響が強い空冷V型2気筒エンジンが主流で、トルクや耐久性はともかく、騒音と振動の面では水冷4気筒のトヨタS型エンジンに大きく見劣りした。もとより自動車としての根本的な操縦安定性でオート三輪は四輪トラックに劣り、本格的な小型四輪トラックであるトヨエースの優位性が俄然際だつことになった。
「トヨエース」となってからのSKB型は大幅に受注を伸ばし、トヨタ自ら「トラックの国民車」と称するほどのベストセラーカーとなる。1956年（昭和31年）8月時点の月産台数は約1,000台であったが、翌1957年（昭和32年）2月、標準型トヨエースの定価がついに50万円の大台を切って49万5,000円まで値下げされ、4月には倍の月産2,000台に増加し、主力商品に成長した。
この頃、急激に拡大し続けていた日本の小型トラック市場は、1955年（昭和30年）時点で8割以上をオート三輪が占めていたが、翌年にはその比率が7割を切り、ついに1957年（昭和32年）には販売台数でオート三輪を四輪トラックが上回った。以後小型トラック市場でオート三輪は完全に衰退し、四輪トラックが取って代わったのである。この歴史的ターニングポイントに、トヨエースのヒットが影響していたのは明白であった。
1957年（昭和32年）から1958年（昭和33年）にかけ、競合する日産、そして三輪車市場の限界を見て取ったオート三輪メーカーからも相次いで廉価型の小型四輪トラックが発売されたが、三輪・四輪逆転の立役者であるトヨエースの優位は揺るがなかった。同年にはS型エンジンの出力が33 PS/4,500 rpmに向上し、一方で標準型トヨエースの定価は長期の量産効果によって最終的に46万円にまで低下したのである。
この時代にオート三輪業界の老舗・くろがね工業で設計部および研究部の次長を務めていた中村良夫は、初代トヨエースについて後年、次のように回想している。
『（前略）長谷川さんの力作であって、戦後のモータリゼーションに大きな新しい波を投じた車であった、というべきであろう。フラットヘッド（注・サイドバルブエンジンの意）直4水冷の簡単な構成のエンジンをセミ・キャブオーバー型のシャーシに配した、スッキリとした形の小型トラックの原点とでもいうべきクルマであった。』『トヨエースの出現によって、それまで現役として第一線を保っていた三輪トラックの市場が、急速に崩壊してゆくことになってしまったのである。』（中村良夫『クルマよ、何処へ行き給ふや』より）。
初代トヨエースはこのように一時代を画するほどの大成功を収めたが、マスコミからは『乗用車のニッサン、トラックのトヨタ』とも評され、乗用車分野での成功を目論むトヨタには痛し痒しの状況だった。

### 2代目
SK/PK20 - 30系

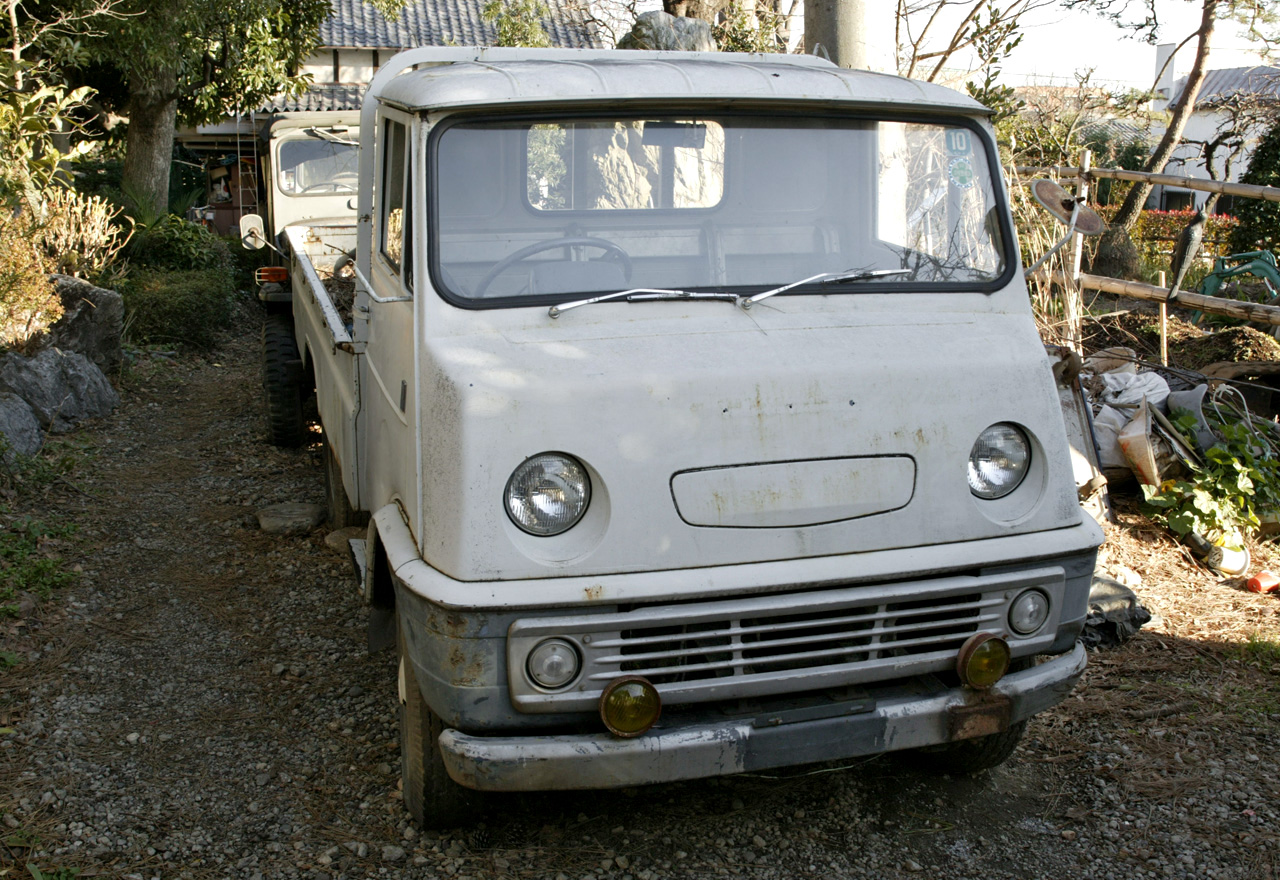
2代目トヨペット・トヨエース (PK20)

- 1959年 (昭和34年) 3月16日発売。

セミキャブオーバー・低床式梯子形の基本的なシャシ構成は踏襲しつつも、エンジン位置を後退させることで座席下にエンジン位置を移動、更にシフトレバーをコラムシフトとしたことで、ベンチシート型の横3人がけ配置が可能となった。競合他社が小型トラックで3人乗りキャビンを続々と採用し始めたことによる対策である。
キャブのデザインは、量産を考慮し単純化され、平板なものとなった。車体寸法はやや拡大され、フロントウインドシールドは一枚窓となった。ベンチレーターはカウルサイドから前面に移され、開口部も拡大された。大型プレス機の導入で工数が削減され、精度や品質も安定した。車体標準色は明るいパウダーカラーとなり、キャブ下のみに同系の濃色を配した、ツートーンとなった。
エンジン搭載位置の変更に伴い、エンジンのスライド機構は廃止され、キャブの床（座席下）に設けられたサービスホールからアクセスする方法となった。加えて、初代トヨエースよりやや遅れてデビューした、上位モデルのキャブオーバー型トラックである初代ダイナで採用された日本初のティルティングキャブ（チルトキャブ）が、この2代目トヨエースにも採用された。このクラスのトラックでのチルトキャブ採用は異例である。
当初、旧型末期型同様のS型33PSを搭載した「SK20系」であったが、1959年10月には初代改良型のトヨペット・コロナ（PT10型）用に開発された、OHVのP型エンジン（1959年型　997cc　45PS/5,000rpm）が搭載されたPK20系となり、S型エンジンは廃止となる。設計が古く、もはや自動車用ガソリンエンジンとして使い道がないと思われたS型は、この後、フォークリフト向け等の産業用ガソリンエンジンとして「第三の人生」を送ることになった。
マイナーチェンジのたびにグリルとフロントマーカーランプの意匠が変更され、最終型ではヘッドランプが丸型4灯式となった。
この2代目シリーズは非常なワイドレンジ展開を見せ、P型系列の排気量拡大で1.2リットル級の1tおよび1.25t積みが設定されたほか、1963年には1.5リットルのR系エンジンを搭載した1.5t積みも登場、内外装のアップデートを繰り返しながら、1971年まで生産の続く長寿モデルとなった。韓国の新進自動車でも新進・エースの名前でノックダウン生産された。

### 3代目

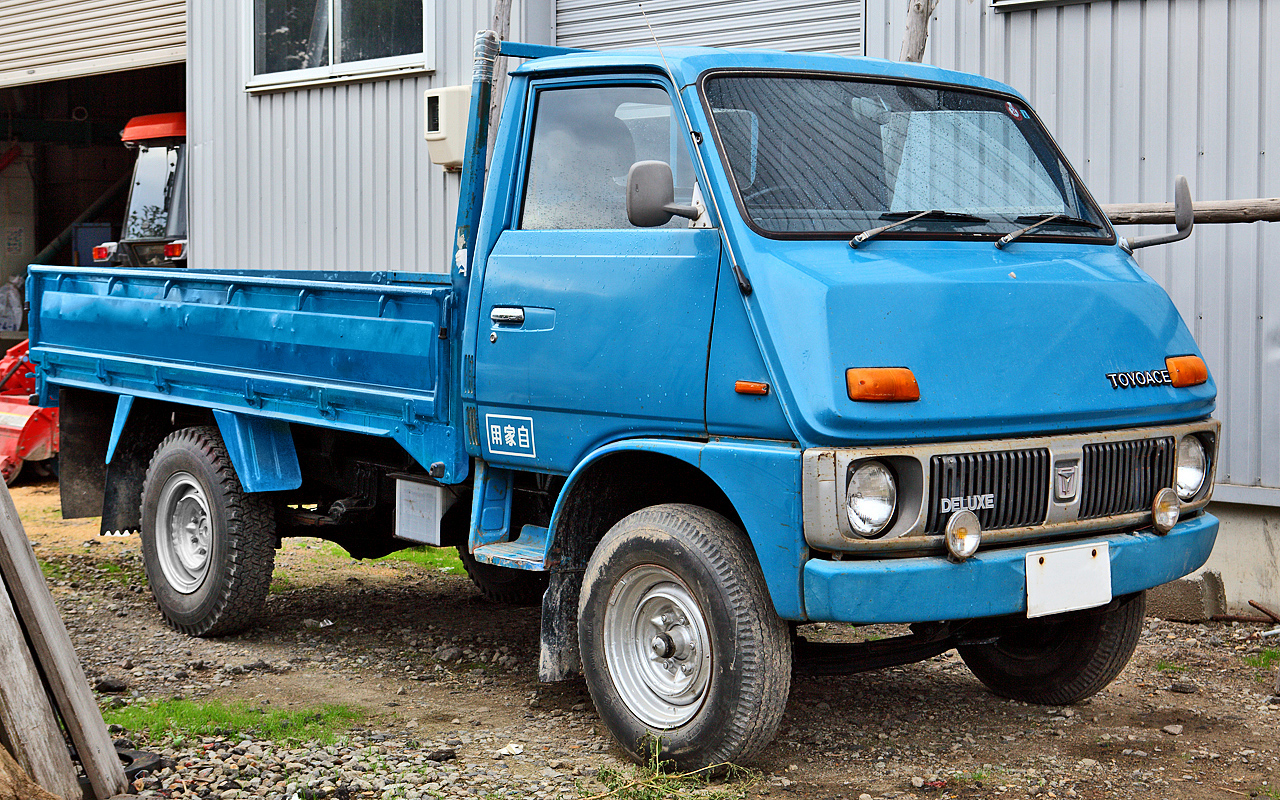
3代目トヨエース 1.5トン積 RY12型

Y10系
- 1971年（昭和46年）8月30日発売[6]。

前車軸がエンジンの前方に位置するセミキャブオーバータイプはこの代が最後となる。フロントウインドシールドに曲面ガラスを採用し、ヘッドランプを丸形2灯に変更。埋め込み式内外ドアハンドル、ウインドウウォッシャー、ヘッドレストと三点式シートベルト（いずれも運転席と助手席）を標準装備。
ホイールベースは発売当初2,500 mm、2,600 mmの2種類だったが、後に2,735 mmも追加される。
- 1972年7月

トヨエース初のディーゼル車（JY16系、2J型2.5 Lエンジン搭載）と2 t積みが追加される。
- 1977年8月　マイナーチェンジ。

フロントグリルのデザインが変更されると共に、ガソリン1.25 t積みに、後輪小径ダブルタイヤ（5.00-12 8プライ x 2）を採用した「ジャストロー」（RY14系）が追加される。
テールランプはトヨタの小型トラックに共通の、リフレクター込みの3色コンビネーションタイプである。

### 4代目

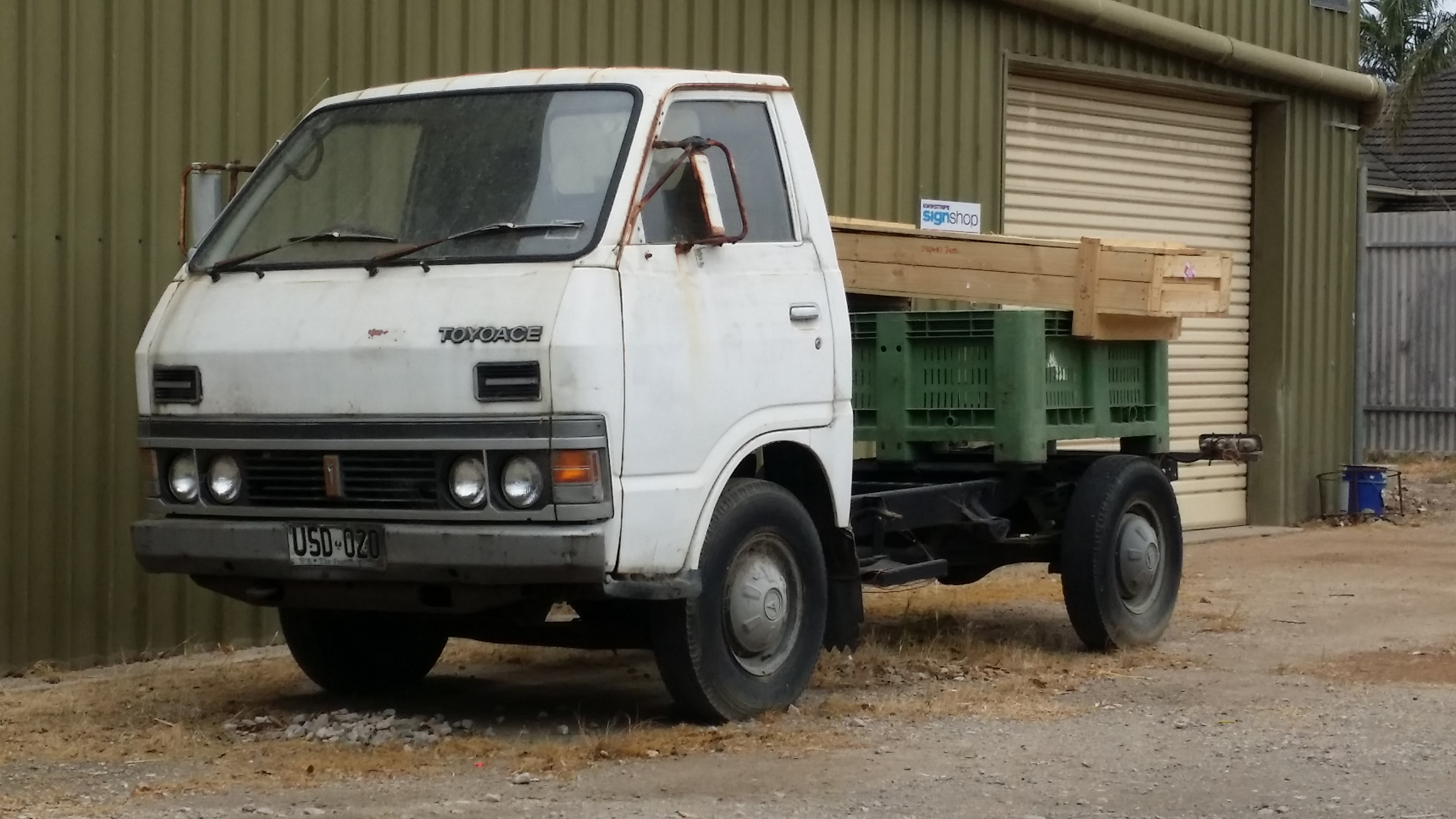
4代目トヨエース後期型

Y20/30/40系
- 1979年3月　登場。

3代まで継承されたセミキャブオーバータイプを廃し、キャブオーバータイプに変更される。ヘッドランプは丸型4灯式を採用。
- 1982年1月　マイナーチェンジ。

フロントグリルの形状を変更。これに伴い、バンパーが黒色塗装化される。ヘッドランプ上部にベンチレーターを追加。
- 1984年　一部改良。

トラックは木製デッキの煽りのデザインを変更、看板書きをしやすくした。
ダイナリノ

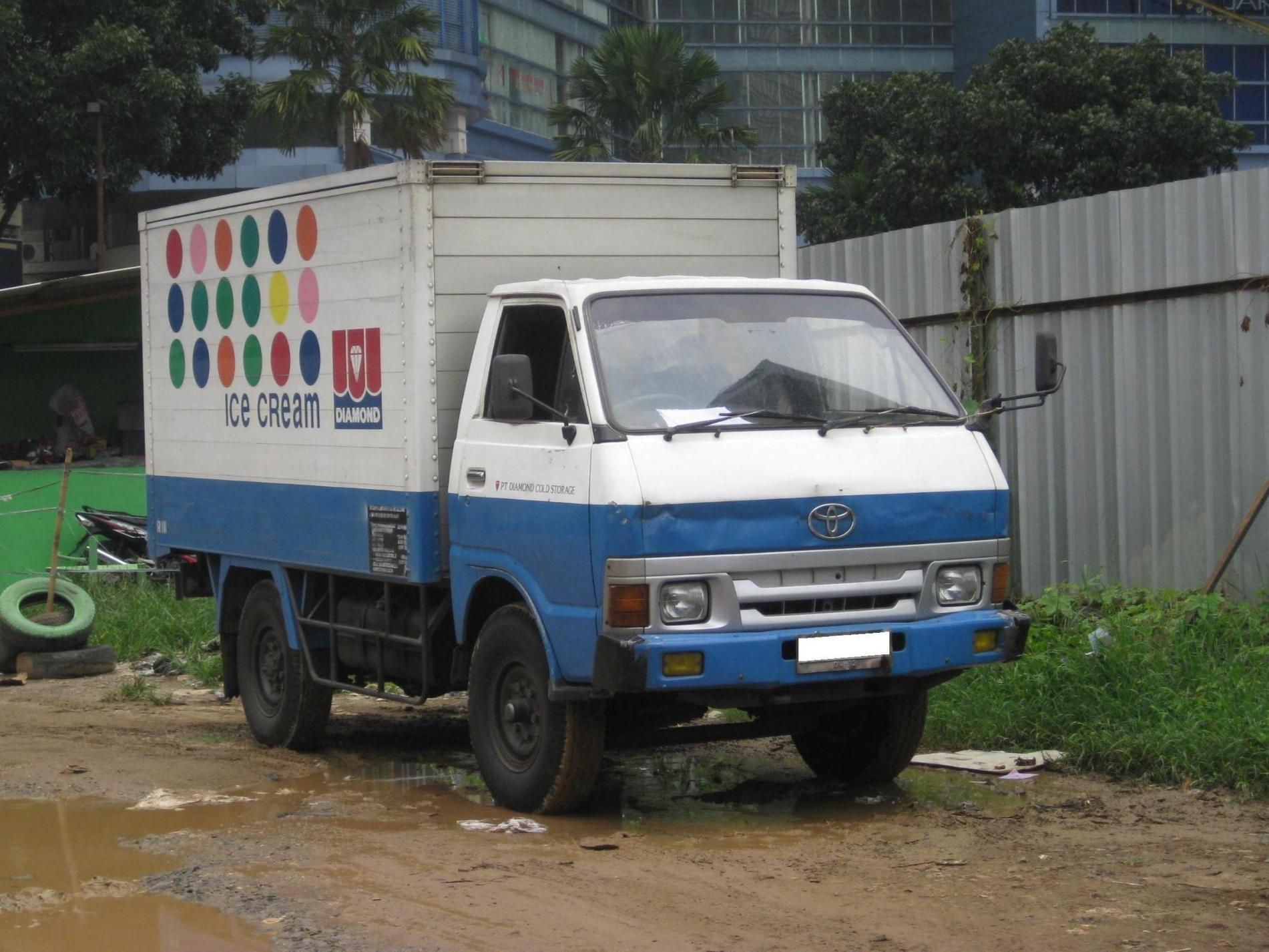
ダイナリノ後期型

1984年にインドネシアのトヨタ・モーター・マニュファクチャリング・インドネシアで生産が開始され、キャブはY30系をベースとしている。エンジンは3B型を搭載する。長きに渡り4代目トヨエース後期型と同じフロントグリルで生産されていたが、末期には角型2灯のオリジナルのフロントグリルに変更され、2002年に7代目ベースにフルモデルチェンジするまで生産された。

### 5代目

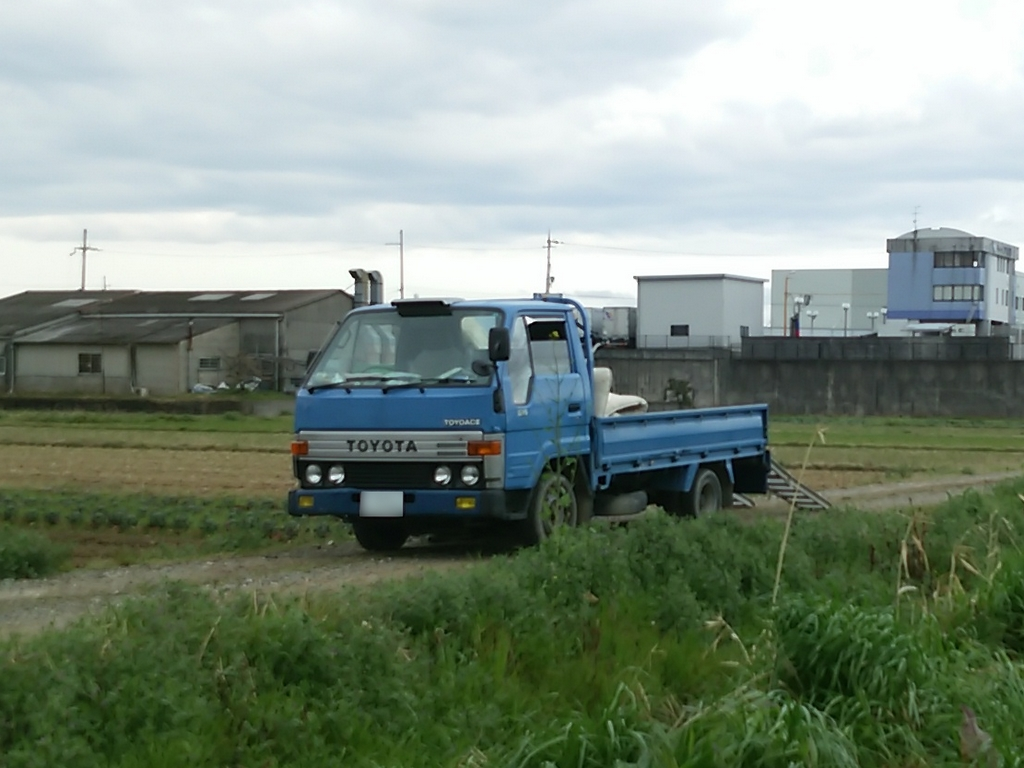
5代目トヨエースG15 前期型

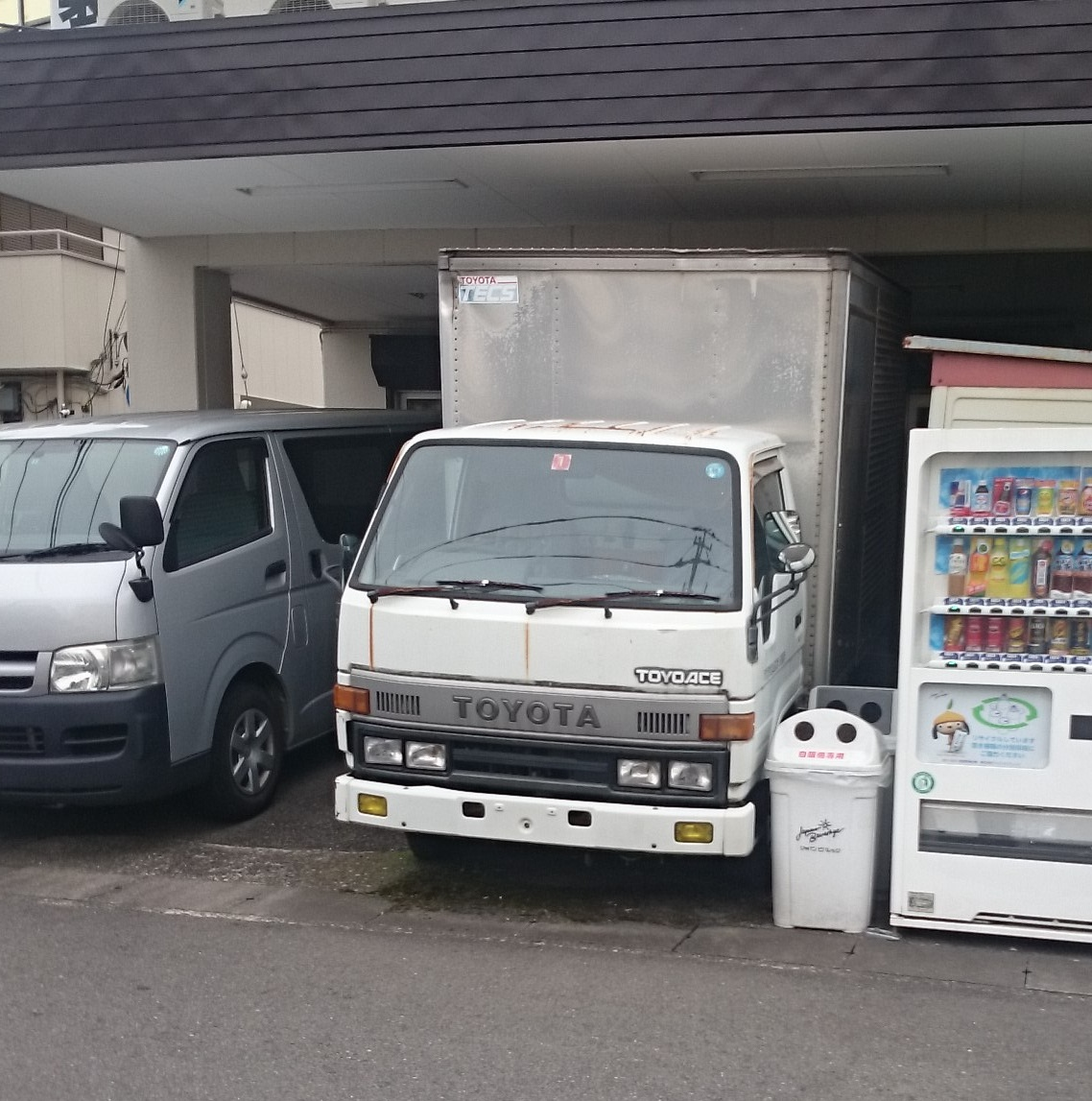
5代目トヨエース後期型
パネルバン

U60・75・80・90系（2 t - 3.5 t積）

Y50・60系（1 t - 1.5 t積）
- 1985年登場。従来の1.5 t 積のG15に加え、この代より2 - 3.5 t積のG25 / G35（U系）が追加され、同時に軽積載シリーズが追加された5代目ダイナとバリエーションが共通化。
- 1987年ヘッドランプを丸形4灯から角形4灯に変更（いずれも規格型）。
- 1988年マイナーチェンジ。ドアウインドウガラスを2分割から1枚へ変更。
- 1989年2 t及び3 tの標準キャブに4WDを追加。ディーゼル車は平成元年排出ガス規制に適合。
- 1991年バンパーと、ステップやドア裾の泥汚れを抑えるコーナーベーン（キャブ角の整流板）がボディ同色となる。

### 6代目

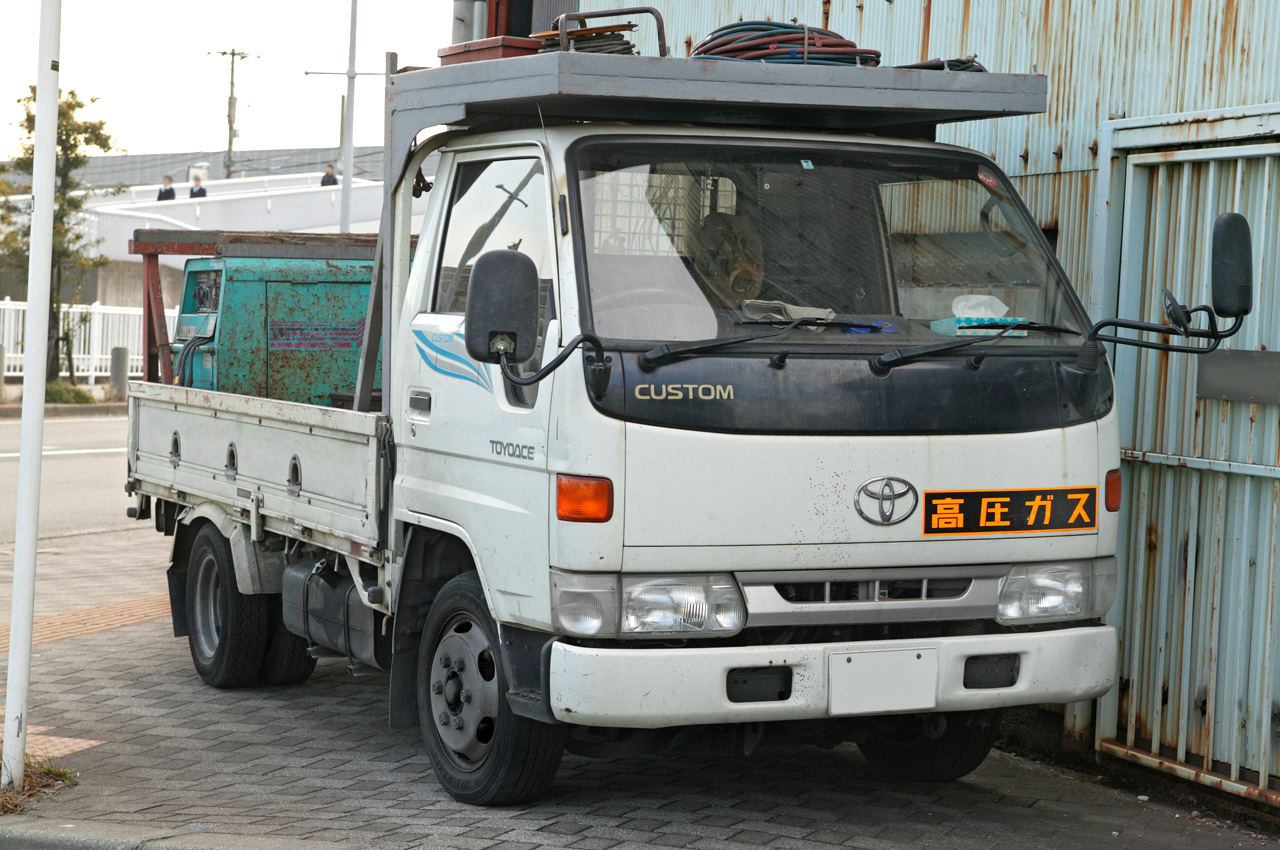
6代目トヨエース2t積
かるがるゲート付
オーナードライバー向けのカスタム

Y100系（1t〜1.5t積）
U100〜200系（2t〜3t積）
FB4J / 5B系（3t〜3.5t積）
- 1995年 - 登場。ダイナとの違いはフロントグリルのみ。1t車のディーゼルを3リットルに統一。Y100系の型式がダイナ・ハイエーストラックと共通化される。
- 1996年 - ハイエーストラックが3LエンジンAT車を除き製造中止となった。
- 1997年 - 派生車種としてキャンピングカー専用モデル「カムロード」が追加される。
- 1999年 - 1t車のディーゼルエンジンを3Lから5Lに変更。

### 7代目

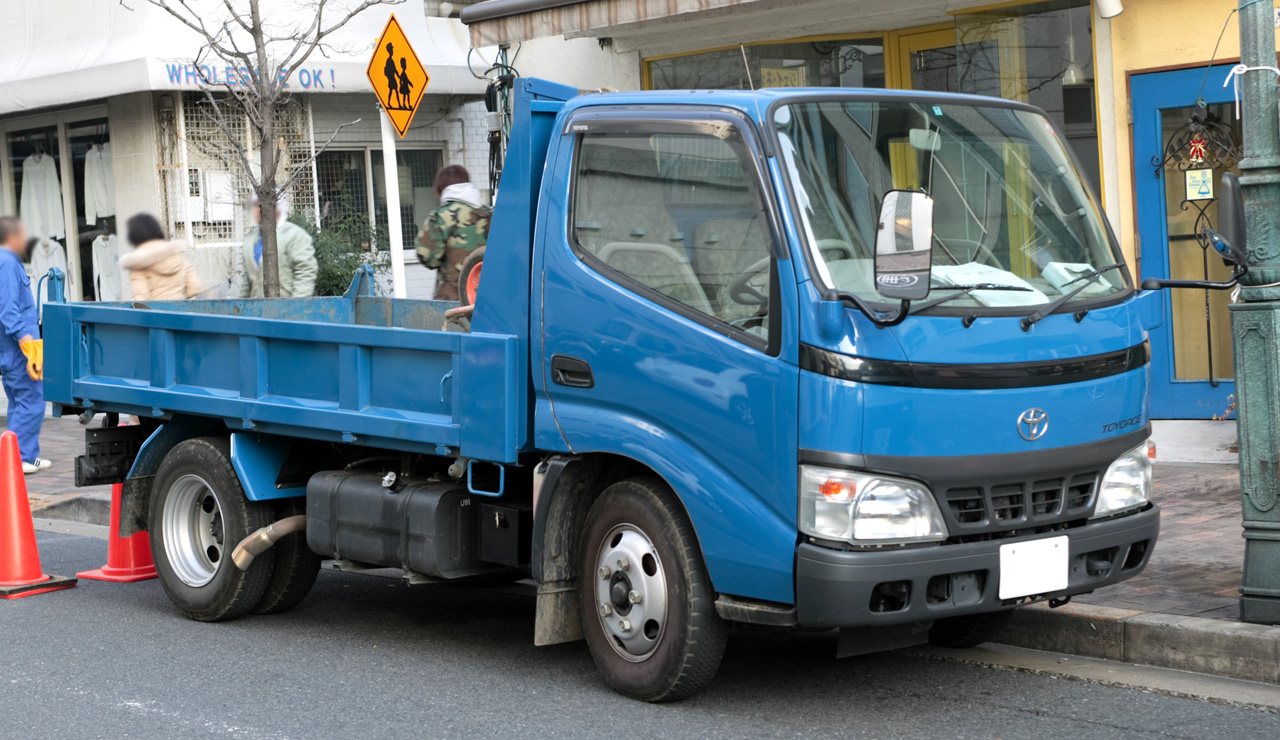
7代目トヨエース
ダンプ

- 1999年 - 登場。パーキングブレーキハンドルがステッキ式からレバー式に変更される。なお、積載量2t以上の車両は、日野・デュトロのOEM車である。また、この代よりルートバンが新たにラインナップに追加される。この型式はダイナ、日野・デュトロ、ダイハツ・デルタのルートバンとデザインが共通であり、Bピラー以降はH100系ハイエースの流用となっている。
- 2001年 - 1t車モデルチェンジ。
- 2002年5月30日 - 2t積系を一部改良（マイナーチェンジ）。フロント周りを一新したほか、車内騒音を低減。また、LPGエンジン車をワイドキャブ車に新設定。TECS（メーカー完成特装車）にはベース車両における一部改良を受けた他、「アルミあおり」の設定を追加した。
  - 9月25日 - 関東地区の7都県市（埼玉県・千葉県・東京都・神奈川県・横浜市・川崎市・千葉市）及び関西地区の6府県市（大阪府・京都府・兵庫県・大阪市・京都市・神戸市）の低公害車指定制度に適合した低公害車を設定。排気を再循環するEGRシステムやPM低減装置付マフラーを採用した4.9L・S05D型酸化触媒付ディーゼルエンジンを搭載し、排気ガスに含まれる有害物質を低減し、環境性能を高めた。また、東京都が定めるディーゼル車規制条例に適合するとともに、2005年に規制強化されたPM排出基準も先んじてクリアした。なお、PM低減装置付マフラーは同年10月より販売店装着オプションに追加され、既に販売された7代目のダイナ・トヨエースの2t積系のS05C型（4.6L）・S05D型（4.9L）・J05C（5.3L）エンジン搭載車にも装着可能となった。
- 2003年5月26日 - 2t積系を一部改良。3RZ-FE型（2.7L ガソリンエンジン）、3RZ-FPE型（2.7L LPGエンジン）、1BZ-FPE型（4.1L LPGエンジン）の排出ガスをクリーン化し、平成13年排出ガス規制に適合するとともに、「優-低排出ガス」認定を取得。また、ガソリンエンジン・LPGエンジン・CNGエンジン搭載車ではオルタネーターの発電力をアップし、3RZ-FE型エンジン搭載車にはAT車が追加された。
  - 7月23日 - 1t積系を一部改良。ガソリンエンジン車に2.0Lの1TR-FE型を新搭載。出力性能のアップと環境性能（「良-低排出ガス」認定取得）を両立させた。LPG車は燃料制御を高精度化したことで排出ガスがクリーン化され、「優-低排出ガス」認定を取得。また、ガソリンエンジン車のAT車には新たに4車系が追加された。
  - 8月20日 - 2t積系に日野自動車と共同開発したクリーンディーゼルシステムDPR搭載車を追加。これは、4.0Lの新型ディーゼルエンジン（N04C-TB型及びN04C-TD型）とPMの低減に寄与する新開発触媒が組み合わさったシステムで、日本初となる平成12年基準粒子状物質85%低減レベル達成と「良-低排出ガス」認定を同時に取得。なお、N04C-TB型とN04C-TD型の基本仕様は同一だが、N04C-TD型では過給圧を連続制御するインタークーラー付可変ノズル式ターボチャージャーも搭載される。
  - 9月3日 - 2t積系に日野HIMRシステムをベースとしたパラレルハイブリッド方式のハイブリッド車並びにN04C-TA型（4.0L ディーゼルエンジン）と多孔質セラミック構造体とNOx吸蔵還元型三元触媒からなる新開発触媒を組み合わせたクリーンディーゼルシステムDPNR車を設定（DPNR車は10月1日から、ハイブリッド車は11月1日からそれぞれ販売開始）。いずれも、小型トラックにおいては世界初の仕様である。また、先行で発売されたクリーンディーゼルシステムDPR車にはTECSが追加された。
- 2004年5月10日 - 2t-4t積系をマイナーチェンジ。ディーゼルエンジンに日野製のN04C-A型（4.0L）、S05D-D型（4.9L）、J05D-TB型（4.7Lターボ）を新搭載。これにより、2003年に追加された仕様（N04C-TB型、N04C-TD型、N04C-TA型）と合わせ、ディーゼルエンジン車全車が「平成12年基準粒子状物質85％低減レベル(☆☆☆☆)」を達成。また、N04C-TB型及びN04C-TD型エンジン搭載車にはアイシン精機（現:アイシン）製の6速ATを追加するとともに、ハイブリッド車にはデッキ付を追加。また、4WD車はビスカス式4WDを採用したことで、路面状況に応じ、必要な時のみに四輪駆動させることが可能になり、旋回性やタイヤの耐摩耗性を向上。また、フロントサスペンションの独立懸架採用で乗り心地を向上させるとともに荷台床面を約90mm低床化した。TECSでは、ベース車のマイナーチェンジに加え、各特装車の装備を充実させた。
  - 7月29日 - 1t積系を一部改良。ディーゼル車に2.5Lの2KD-FTV型を新搭載。さらに全車には運転席SRSエアバッグが標準装備され、一部タイプを除き、シート表皮も変更された。また、TECSでは、先にマイナーチェンジされた2t積系〜4t積系とほぼ同じ改良を受けた。
- 2006年9月7日 - 2-4t積系のディーゼル車をマイナーチェンジ。エンジンを改良型N04C系列に一新し、小型トラック初の「低排出ガス重量車（NOx・PM10%低減レベル）」認定を取得。内装ではシフトレバーはAT車はインパネに配置され、MT車は可倒式に変更した。パーキングブレーキも位置を低めにし、可倒式に変更した。外装ではフロントのラジエーターグリルを水平基調に変更した。また、新型シャシやコイル式独立懸架サスペンションなどを採用したことにより、2007年6月に開始された新運転免許制度における普通免許で運転できる最大積載量3t未満、車両総重量5t未満の車両設定を拡大した。また、10月4日にはハイブリッド車もマイナーチェンジされた。2-4t積系ディーゼル車の外内装の改良に加え、N04C型ディーゼルエンジンの改良や駆動用モーターの小型・高出力化、インバーターの大容量化、バッテリーの高出力化などを行い、性能を向上。これにより、「低排出ガス重量車（平成17年基準NOx・PM10%低減レベル）」認定取得に加え、小型トラック初の「平成27年度重量車燃費基準」を達成。
- 2007年5月9日 - 2-3t積系のディーゼルDPNR搭載車、ガソリン車、LPG車をマイナーチェンジ。ディーゼルDPNR搭載車にも改良型N04Cディーゼルエンジンを搭載した他、ガソリン車には2.7Lの2TR-FE型を搭載したことでLPG車を含め、平成17年（新長期）排出ガス規制に対応。また、ディーゼルDPNR搭載車とLPG車は「低排出ガス重量車（ディーゼルDPNR車は平成17年基準NOx・PM10%低減レベル、LPG車は平成17年基準NOx10%低減レベル）」認定を取得し環境性能を向上した。また、外内装も2-4t積系ディーゼル車、ハイブリッド車と同等の改良を受けた他、ガソリン車は新運転免許制度における普通免許で運転できる車種を拡大設定した。
  - 8月21日 - 1t積系のディーゼル車、ガソリン車を一部改良。ディーゼル車はクリーンディーゼルシステムDPR採用の1KD-FTV型を新搭載。ガソリン車も触媒を改良し、平成17年（新長期）排出ガス規制に対応。また、フロントのラジエータグリルを水平基調に変更。内装では可倒式パーキングブレーキの位置を低めに変更し、作業効率を高めた。また、11月22日にはLPG車も一部改良を受けた。ディーゼル車、ガソリン車の外内装の変更に加え、電子制御式LPG液体噴射方式（EFI-LP）を採用した1TR-FPE型を新搭載。これにより、平成17年（新長期）排出ガス規制に適合するとともに、「低排出ガス認定車（NOx10%低減レベル）」を取得した。
  - 12月17日 - 2t積系のディーゼル車、ガソリン車を一部改良。動力性能の最適化と高性能触媒DPRを搭載し、「平成27年度重量車燃費基準」を達成したディーゼル車を追加するとともに、エンジンイモビライザーシステムを標準装備した。
- 2009年3月2日 - 1t積系を一部改良（同年3月23日より販売開始）。大型サイドターンランプを装備するとともに、ルートバンにはハイマウントストップランプを追加装備し、バックドアを観音開き式に変更した。
  - 7月1日 - 2t積系を一部改良（同年8月3日より販売開始）。ディーゼルハイブリッド車において、より低回転で高トルク化を実現したディーゼルエンジンの搭載により、燃費を向上。また、全車において灯火器規制対応の大型サイドターンランプを装備した。
  - 11月9日 - 2t積系を一部改良（同年12月1日より販売開始）。ディーゼル車の内、N04C-TJ型エンジン搭載車の一部車型をN04C-UE型エンジンに変更し、燃費を向上。これにより「平成27年度重量車燃費基準」を達成し、環境対応車 普及促進税制に適合した。
- 2010年2月10日 - 2t積系を一部改良（同年3月1日より販売開始）。ディーゼル車の内、N04C-TJ型エンジン搭載車の一部車型をN04C-UE型エンジンに変更し、6速MTに変更。これらにより燃費が向上して「平成27年度燃費基準」を達成し、環境対応車 普及促進税制に適合した。
  - 7月27日 - 1t積系を一部改良（同年8月2日より販売開始）。ディーゼル車において高性能触媒DPRの改良などを行い、平成21年（ポスト新長期）排出ガス規制に適合するとともに、ピエゾインジェクターの採用などにより燃費も向上されたため、カーゴの主要車型で「平成27年度燃費基準」を達成。これにより、環境対応車 普及促進税制に適合した。ガソリン車もエンジンの制御変更等を行い、一部の車型で「平成27年度燃費基準」を達成した。また、ディーゼル車とガソリン車にはエンジンイモビライザーシステムを標準装備した。
- 2012年5月17日 - 1t積系を一部改良（同年6月1日より販売開始）。助手席側前輪付近の下方視界を確保するためのワイドビューミラーや対向車や歩行者への眩惑を低減するフロントフォグランプを装備し安全面を強化。ディーゼル車には触媒の浄化を手動で補うことができる排出ガス浄化スイッチ（触媒浄化用）を標準装備するとともに、一部車型を除き、基準値よりもNOxを10%低減したことで「平成21年排出ガス基準10%低減レベル（低排出ガス車）」認定を取得した。
  - 5月30日 - 1t積系のルートバンを一部改良（同年6月1日販売開始）。先に一部改良を受けたカーゴ、ダンプ同様に、ワイドビューミラー・フロントフォグランプ・排出ガス浄化スイッチ（触媒浄化用）を標準装備した。
- 2015年4月14日 - 1t積系を一部改良（同年5月7日販売開始）[7]。ルートバンを除く全車のフレーム後端にリアエンドクロスメンバーを追加したことで、後方から追突された際のデッキ下部への潜り込み防止に寄与した。また、メーカーオプションにAUX端子とUSB端子を備えたオーディオが新たに設定された。さらに、メーカー完成特装車「TECS」のラインナップにアルミバンが追加された。
- 2016年9月26日 - 1t積系を一部改良[8]。ABSを全車に標準装備したほか、キャブデザインを2t積系に準じたデザインに刷新し、ヘッドランプをマルチリフレクター式に変更。室内は足元スペースを広く取り、助手席から中央席にかけてフック付の大型オープントレイを新たに配した。

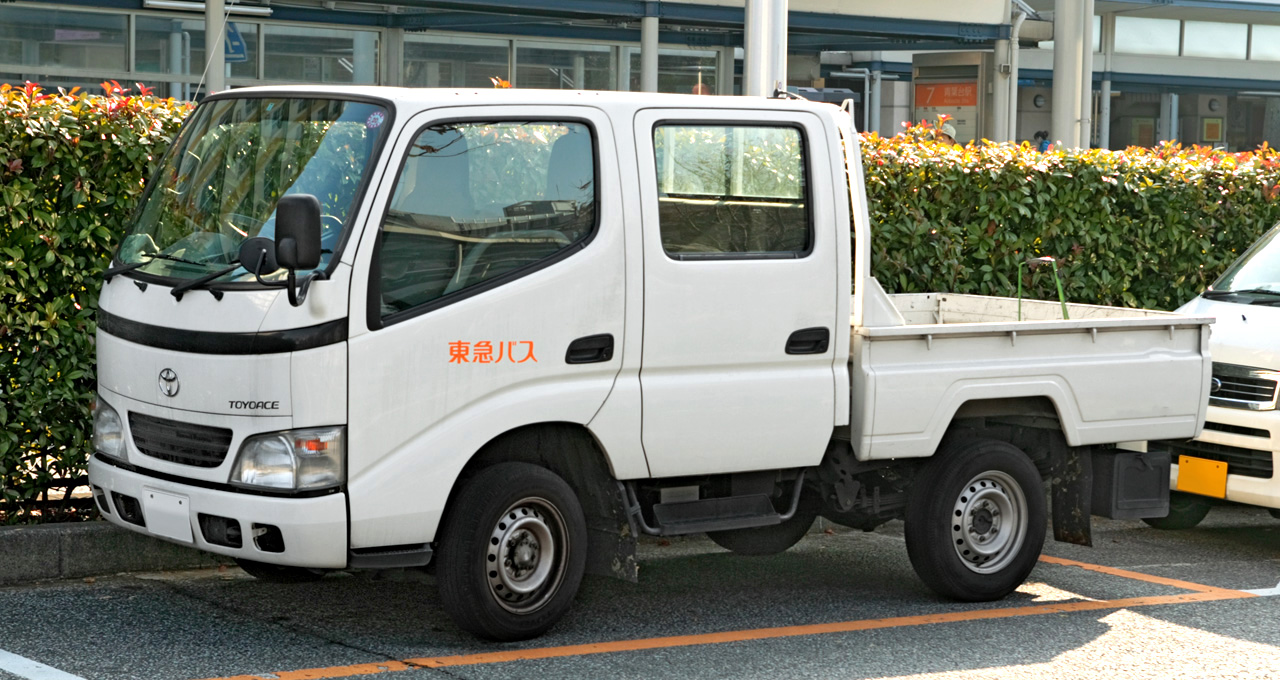
7代目トヨエースカーゴ ダブルキャブ 標準デッキ1t積 ( TRY230 )
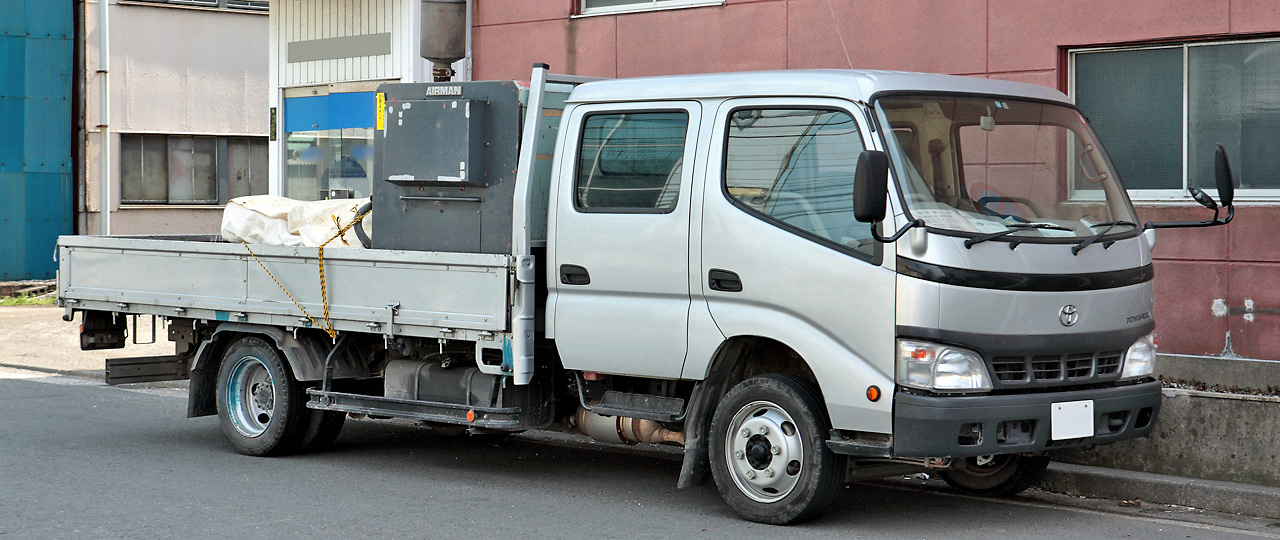
7代目トヨエースカーゴ ダブルキャブワイド ロングデッキ2t積 ( XZU414 )

### 8代目

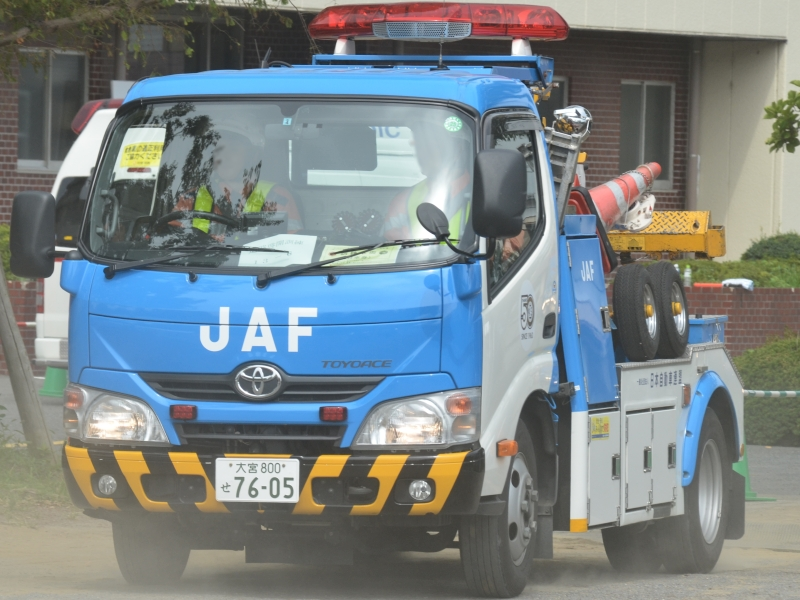
8代目トヨエース 標準キャブ
※画像は2016年4月以前の仕様

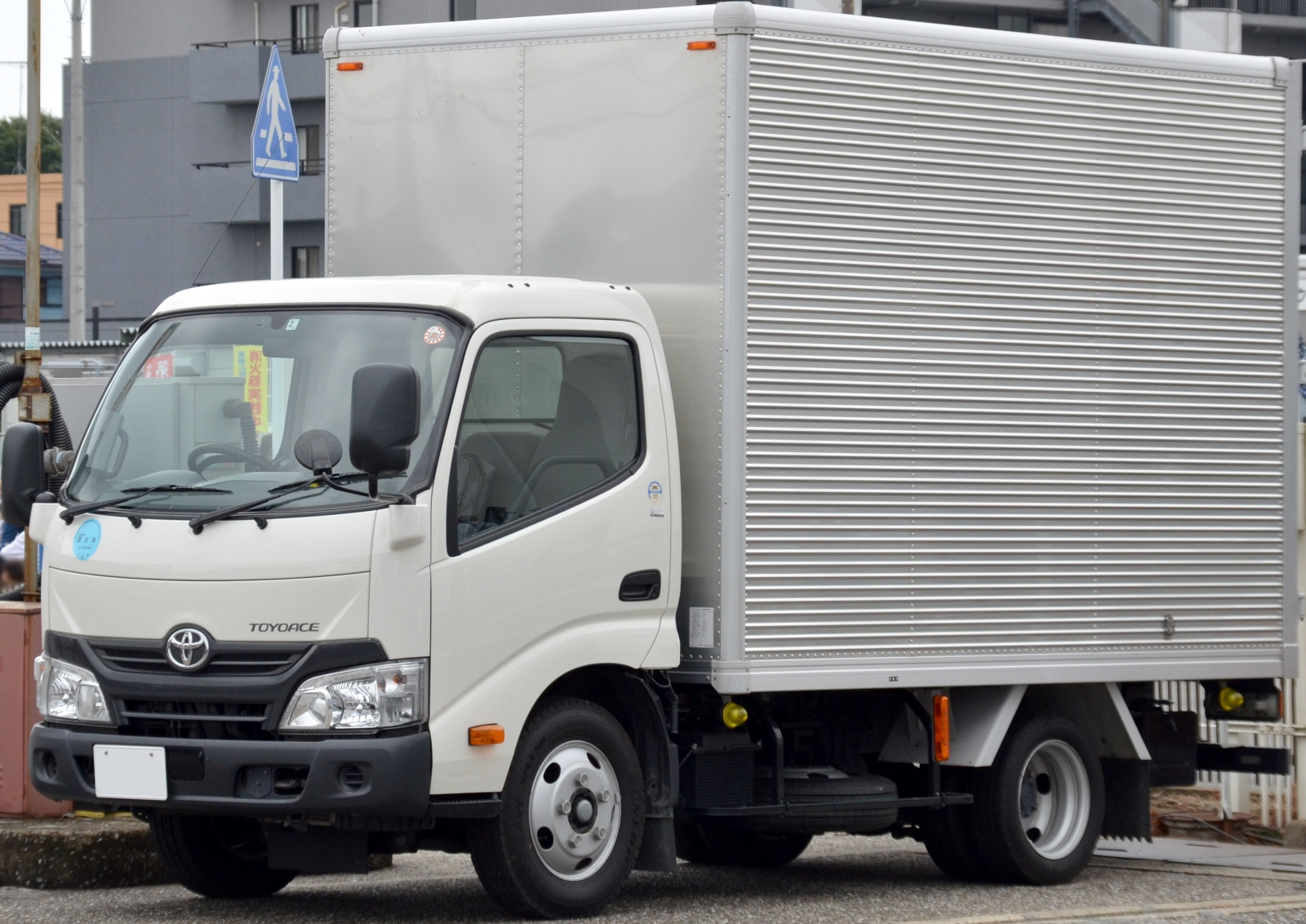
8代目トヨエース 標準キャブ
※画像は2016年4月以降の仕様

- 2011年6月15日 - 2t積系をフルモデルチェンジ（同年7月2日発売）。エンジンは高圧コモンレール式燃料噴射システムやDPRを刷新し、燃費向上や更なる排出ガスのクリーン化を実現した5種類のディーゼルエンジンを設定。ハイブリッド車はアトキンソンサイクルの専用エンジンN04C-UL型（110kW/420Nm）とアクセル・ブレーキの2ペダル操作を可能とする専用5速AMTを採用。エンジンとモーター兼発電機の間にクラッチを介することでモーターのみで発進できる新開発のハイブリッドシステムを搭載。これにより、2t積車で1.0km/L、3t積車で1.4km/Lの燃費向上を実現。ディーゼル車はN04C-UM型（85kW/325Nm）・N04C-UN型（100kW/390Nm）・N04C-UP型（110kW/420Nm）・N04C-UQ型（132kW/480Nm）を設定し、トランスミッションは6速AT・5速MT・6速MTの3種類を用意。また、AMT車とAT車にはアイドリングストップ機能を標準装備し、AMT車とMT車にはエコドライブをサポートするエコランシステムを標準装備し、実用燃費向上に寄与した。また、内装面ではインパネを改良し、膝前部分や下部の形状を工夫したことで中央席の足元スペースを拡大したほか、助手席から中央席には大型オープントレーを配置。ワイドキャブはキャビンパッケージそのものを刷新したことでドア開口部拡大、乗降ステップ大型化、乗員スペース拡大等により居住性・乗降性を向上するとともに、フロントデザインもキャビンの前絞りやバンパーコーナーの形状を工夫したことで空力性能も実現した。安全面については強度を保ちながらピラー断面を極力薄くし、広く見やすい視界を確保するワイドビューミラーと車両側面後方の視界を拡大し、巻き込み事故防止に寄与した2面鏡ミラーを標準装備するとともに、小型トラックでは世界初となるVSCのオプション設定を追加した。ハイブリッド車はグリルとドアに専用ストライプを採用し、トヨタエンブレムもプリウス等のハイブリッド車に採用されているシナジーブルーを施した仕様となった。なお、ガソリン車・LPG車についてはディーゼル車と同等のデザインに変更した程度である。
- 2012年4月9日 - 2t積系を一部改良。ディーゼルハイブリッド車及びN04C-UQ型を除くディーゼル車において、「平成21年排出ガス基準10%低減レベル（低排出ガス車）」の認定を受けるとともに、ディーゼルハイブリッド車は「平成27年度燃費基準+10%」も達成した。
  - 9月3日 - 2t積系を一部改良。2013年1月施行の新灯火器保安基準にあわせてカーゴ及びダンプに後部反射板を装備するとともに、N04C-UQ型を搭載したディーゼル車は環境性能の向上により、最大積載量4.0t超の9型式において「平成27年度燃費基準」を達成した。
- 2013年4月15日 - 2t積系を一部改良（5月6日発売）。軽い操作力で制動可能な電動パーキングブレーキを高所作業車のディーゼルMT車や塵芥車のディーゼルMT車・ディーゼルハイブリッド車に標準装備、ダブルキャブ車を除くカーゴのディーゼルMT車・ディーゼルハイブリッド車、ミキサー車のディーゼルMT車にはオプションで設定した。また、ダブルキャブ車を除くカーゴのディーゼルハイブリッド車の電動パーキングブレーキ装着車はシフト操作と連動して作動するパーキングブレーキポジション機能付とすることで安全性に配慮した。
- 2015年4月8日 - 2t積系を一部改良（5月7日発売）[9]。これまでオプション設定となっていたVSCをディーゼル車に標準装備するとともに、電動パーキングブレーキの設定仕様を拡大し、高所作業車や塵芥車は全仕様に標準装備、ディーゼル・シングルキャブ車はすべての仕様でオプション設定した。
- 2016年4月7日 - 2t積系を一部改良（5月6日発売）[10]。全車ヘッドランプのマルチリフレクター化、およびフロントバンパーの形状の意匠の変更（ミリ波レーダーユニットをフロントバンパー中央内部に搭載したため、ライセンスプレートの取り付け位置を運転席寄りに移動したアシンメトリー形状となる）のほか、2t積系トラックでは初採用となるプリクラッシュセーフティ（歩行者検知機能付）とレーンディパーチャーアラートを標準キャブの車両総重量5t未満の一部車型に標準装備したほか、スマートエントリー（運転席・助手席アンサーバック機構付）&スタートシステムを新たにオプション設定した。
- 2017年4月18日 - 2t積系を一部改良（6速MT車の一部は6月発売、その他の仕様は5月8日発売）[11]。プリクラッシュセーフティ（歩行者検知機能付）とレーンディパーチャーアラートをLPG車を除く全車に拡大して標準装備。環境性能はディーゼル車のうち、車両重量が7.5t超の車両が「平成28年排出ガス規制」に対応したほか、AT車は重量車モード燃費を向上した。
- 2018年4月4日 - 2t積系の一部改良が発表された（5月7日発売）[12]。ディーゼルハイブリッド ワイドキャブ車において、ハイブリッド制御システムの改良とAMTの多段化（5速から6速に変更）が行われたことで重量車モード燃費が向上されたほか、車両総重量7.5t未満の車型が追加設定された。
- 2019年4月17日 - 2t積系の一部改良が発表された（5月7日発売）[13]。インテリジェントクリアランスソナー（パーキングサポートブレーキ<静止物>）、バックカメラ&デジタルインナーミラー、LEDヘッドランプをLPG車（インテリジェントクリアランスソナーは消防車シャシー、バックカメラ&デジタルインナーミラーはキャブ付シャシーを含む）を除く全車に標準装備。また、フロントグリルを新デザインのカラードに変更されたほか、4.2インチカラーTFTマルチインフォメーションディスプレイ（LPG車を除く）やハンズフリー通話機能付オーディオ（AM/FM・USB・Bluetooth）も標準装備された。環境性能では車両総重量7.5t超に加え、7.5t以下のディーゼル車やディーゼルハイブリッド車にも尿素フリーの高性能触媒DPR-IIが搭載された。
- 2020年3月31日 - ダイナに統合される形で販売終了。これにより65年の歴史に幕が下ろされた。

## 販売店
- トヨペット店（但し大阪地区は2006年8月8日より大阪トヨタ自動車。沖縄地区では1979年10月1日より沖縄トヨペット）
  - 東京都では2019年4月にトヨタ東京販売ホールディングスとその傘下ディーラー4社（東京トヨタ・東京トヨペット・トヨタ東京カローラ・ネッツトヨタ東京）の融合によりトヨタモビリティ東京が発足したが、旧東京トヨペット店舗での取り扱いも姉妹車のダイナに切り替えられた為、2019年4月以降は東京都内では購入不可となった。
  - 沖縄県では本土復帰後もトヨペット店が存在しなかった関係で、沖縄トヨタがトヨエースを、トヨタカローラ沖縄が姉妹車のダイナを1979年9月まで取扱っていたが、1979年10月の沖縄トヨペット設立に伴い沖縄トヨペットによる取り扱いに変更され、ダイナは沖縄トヨタによる取り扱いに変更された。

## 特装車（TECS）完成車荷台架装メーカー
- 2t積系のアルミバン完成車並びに冷凍・保冷車の完成車の設定は日野・デュトロと若干異なっている他、デュトロには完成車設定がないリフト付トラック完成車、クレーン付トラック完成車、車両運搬車完成車もラインナップしている。但し、ミキサー完成車はラインナップしていない。
- 1t積系
  - アルミバン完成車シリーズ - トヨタ車体、北村製作所（LPG車は北村製作所のみ設定）
  - 冷凍車完成車シリーズ - トヨタ車体（冷凍機はデンソー製）
  - 保冷車完成車シリーズ - トヨタ車体
  - リフト付トラック - トヨタ車体、極東開発工業
- 2t積系
  - アルミバン完成車シリーズ - トヨタ車体、北村製作所、トランテックス（ハイブリッド車はトヨタ車体と北村製作所に設定、トヨタ車体はディーゼル車にスライドリフト スマーティ車とパレット車の設定あり）
  - ウイングルーフ完成車シリーズ - トランテックス、日本フルハーフ（ハイブリッド車はトランテックスのみ設定）
  - 冷凍車完成車シリーズ - トヨタ車体（冷凍機はデンソー製）、日本フルハーフ（冷凍機は菱電コールドチェーン製）
  - 保冷車完成車シリーズ - トヨタ車体
  - リフト付トラック - トヨタ車体、極東開発工業
  - クレーン付トラック - 古河ユニック、タダノ
  - 車両運搬車
    - 荷台スライドタイプ - 花見台自動車、古河ユニック、タダノ
    - フロア全面接地タイプ - タダノ、極東開発工業
    - クレーン付タイプ - 古河ユニック、タダノ

## 受賞
1956年のSKBが、社団法人自動車技術会の「日本の自動車技術180選」の「トラック」部門で選出されている。また、ここには「1953年のR型エンジン登場により生産が減少したS型エンジン（1947年トヨタ自動車が最初の小型エンジンとして生産）の有効利用として検討された」との主旨の記述がある。